# مصمم الجينات
مصمم الجينات (بالإنجليزية: Gene designer)‏ هي مجموعة برامج كمبيوتر للمعلوماتية الحيوية، يُستخدم من قبل علماء الأحياء الجزيئية من الأوساط الأكاديمية والحكومية والصناعات الدوائية والكيميائية والزراعية والتقنية الحيوية؛ لتصميمواستنساخ والتحقق من التسلسل الجيني. إنها برمجيات ملك، اُصدرت على أنها مجانية تحتاج إلى تسجيل.

## الميزات
مصمم الجينات مكن علماء البيولوجيا الجزيئية من إدارة عملية تصميم الجينات في تطبيق واحد، وذلك باستخدام مجموعة من أدوات التصميم.
- خوارزميات في استنساخ السيليكون، تحسين الكودون، الترجمة، تصميم البرايمر
- عرض جزيئي مصور لعرض البنيات وتعليقها وتحريرها
- قابل لتخصيص قاعدة بيانات لتخزين، إدارة، مسار عناصر الجينات الوراثية والبنيات
- سحب وافلات واجهة لنقل عناصر التسلسل داخل أو بين البنيات (براءة اختراع)
- تحسين كودون لانتاج بروتينات مهجنة في أي كائن حي باستخدام خوارزميات متعددة
- إعادة ترميز قالب قراءة مفتوح
- تصميم قليل النيوكليوتيدات لتسلسل البرايمر تشمل حاسبة نقطة الانصهار

## استخدام المعلم والطالب
وقد أدرجت هذه البرمجيات المجانية في المناهج الدراسية والفصول الدراسية لعلم البيولوجية التركبية، والانظمة البيولوجية، والهندسة الحيوية، والمعلوماتية الحيوية. يقوم الطلاب بإنشاء واستكمال المشاريع التي تدير عملية تصميم الجينات الكاملة في تطبيق واحد، باستخدام مجموعة من أدوات التصميم.
أمثلة على الاستخدام في المناهج الدراسية:
- دورة الفوتونات الاصطناعية؛ جامعة ولاية يوتا، كلية الهندسة[4]
- التصميم باستخدام برنامج جين ديزاينر 2.0[5]
- نظرة عامة على دروس بيولوجيا الأنظمة
- نظرة عامة على دروس علم الأحياء التركيبي

## روابط خارجية
- http://www.dna20.com/resources/genedesigner
- https://www.youtube.com/watch?v=lYk0ip4edZc
- https://tele.engr.usu.edu/biophotonics_2010/Gene%20Designer/Gene%20Designer.html
- https://www.youtube.com/watch?v=-fKvFK8IypU
- https://www.dna20.com/gdhelp
- https://www.dna20.com/wp-content/uploads/2012/07/USU_Gene_Designer_Tutorial.pdf_Gene_Designer_Tutorial.pdf